# Distrito de Cosne-Cours-sur-Loire
El distrito de Cosne-Cours-sur-Loire es un distrito (del francés: arrondissement) de Francia, que se localiza en el departamento de Nièvre, de la región de Borgoña-Franco Condado (del francés: Bourgogne-Franche-Comté). Su chef-lieu es la ciudad de Cosne-Cours-sur-Loire.

## Historia
Cuando se creó el departamento de Nièvre el 4 de marzo de 1790, el distrito de Cosne-Cours-sur-Loire, con el nombre de Cosne, fue uno de los distritos originales del nuevo departamento. En 1952, se cambió el nombre a Cosne-sur-Loire y en 1973 volvió a cambiarse el nombre al actual Cosne-Cours-sur-Loire cuando se fusionó la comuna Cours con Cosne-sur-Loire.

## Geografía
El distrito de Cosne-Cours-sur-Loire limita al norte con el departamento Yonne (Borgoña), al este con el distrito de Clamecy, al sur con el distrito de Nevers y al oeste con el departamento Cher (Centro-Val de Loira).
Es el más occidental de los distritos del departamento y tiene una superficie de 1403,3 km², el menor de los distritos de Nièvre. Tiene una población de 44.972 y una densidad poblacional de 32 habitantes/km².

## División territorial

### Cantones
El distrito de Cosne-Cours-sur-Loire tiene 7 cantones:
1. Cantón de La Charité-sur-Loire
2. Cantón de Cosne-Cours-sur-Loire-Nord
3. Cantón de Cosne-Cours-sur-Loire-Sud
4. Cantón de Donzy
5. Cantón de Pouilly-sur-Loire
6. Cantón de Prémery
7. Cantón de Saint-Amand-en-Puisaye

### Comunas
| 1. Alligny-Cosne (58002)           | 2. Annay (58007)                    | 3. Arbourse (58009)                | 4. Arquian (58012)                    |
| 5. Arthel (58013)                  | 6. Arzembouy (58014)                | 7. Beaumont-la-Ferrière (58027)    | 8. Bitry (58033)                      |
| 9. Bouhy (58036)                   | 10. Bulcy (58042)                   | 11. La Celle-sur-Loire (58044)     | 12. La Celle-sur-Nièvre (58045)       |
| 13. Cessy-les-Bois (58048)         | 14. Champlemy (58053)               | 15. Champlin (58054)               | 16. Champvoux (58056)                 |
| 17. La Charité-sur-Loire (58059)   | 18. Chasnay (58061)                 | 19. Chaulgnes (58067)              | 20. Châteauneuf-Val-de-Bargis (58064) |
| 21. Ciez (58077)                   | 22. Colméry (58081)                 | 23. Cosne-Cours-sur-Loire (58086)  | 24. Couloutre (58089)                 |
| 25. Dampierre-sous-Bouhy (58094)   | 26. Dompierre-sur-Nièvre (58101)    | 27. Donzy (58102)                  | 28. Garchy (58122)                    |
| 29. Giry (58127)                   | 30. Lurcy-le-Bourg (58147)          | 31. La Marche (58155)              | 32. Menestreau (58162)                |
| 33. Mesves-sur-Loire (58164)       | 34. Montenoison (58174)             | 35. Moussy (58184)                 | 36. Murlin (58186)                    |
| 37. Myennes (58187)                | 38. Nannay (58188)                  | 39. Narcy (58189)                  | 40. Neuvy-sur-Loire (58193)           |
| 41. Oulon (58203)                  | 42. Perroy (58209)                  | 43. Pougny (58213)                 | 44. Pouilly-sur-Loire (58215)         |
| 45. Prémery (58218)                | 46. Raveau (58220)                  | 47. Saint-Amand-en-Puisaye (58227) | 48. Saint-Andelain (58228)            |
| 49. Saint-Aubin-les-Forges (58231) | 50. Saint-Bonnot (58234)            | 51. Saint-Laurent-l'Abbaye (58248) | 52. Saint-Loup (58251)                |
| 53. Saint-Malo-en-Donziois (58252) | 54. Saint-Martin-sur-Nohain (58256) | 55. Saint-Père (58261)             | 56. Saint-Quentin-sur-Nohain (58265)  |
| 57. Saint-Vérain (58270)           | 58. Sainte-Colombe-des-Bois (58236) | 59. Sichamps (58279)               | 60. Suilly-la-Tour (58281)            |
| 61. Tracy-sur-Loire (58295)        | 62. Tronsanges (58298)              | 63. Varennes-lès-Narcy (58302)     | 64. Vielmanay (58307)                 |